# Alfred Strużyna
Alfred Strużyna (ur. 29 czerwca 1909 w Gnieźnie, zm. 24 października 1993) – polski żeglarz, instruktor i popularyzator żeglarstwa.

## Życiorys

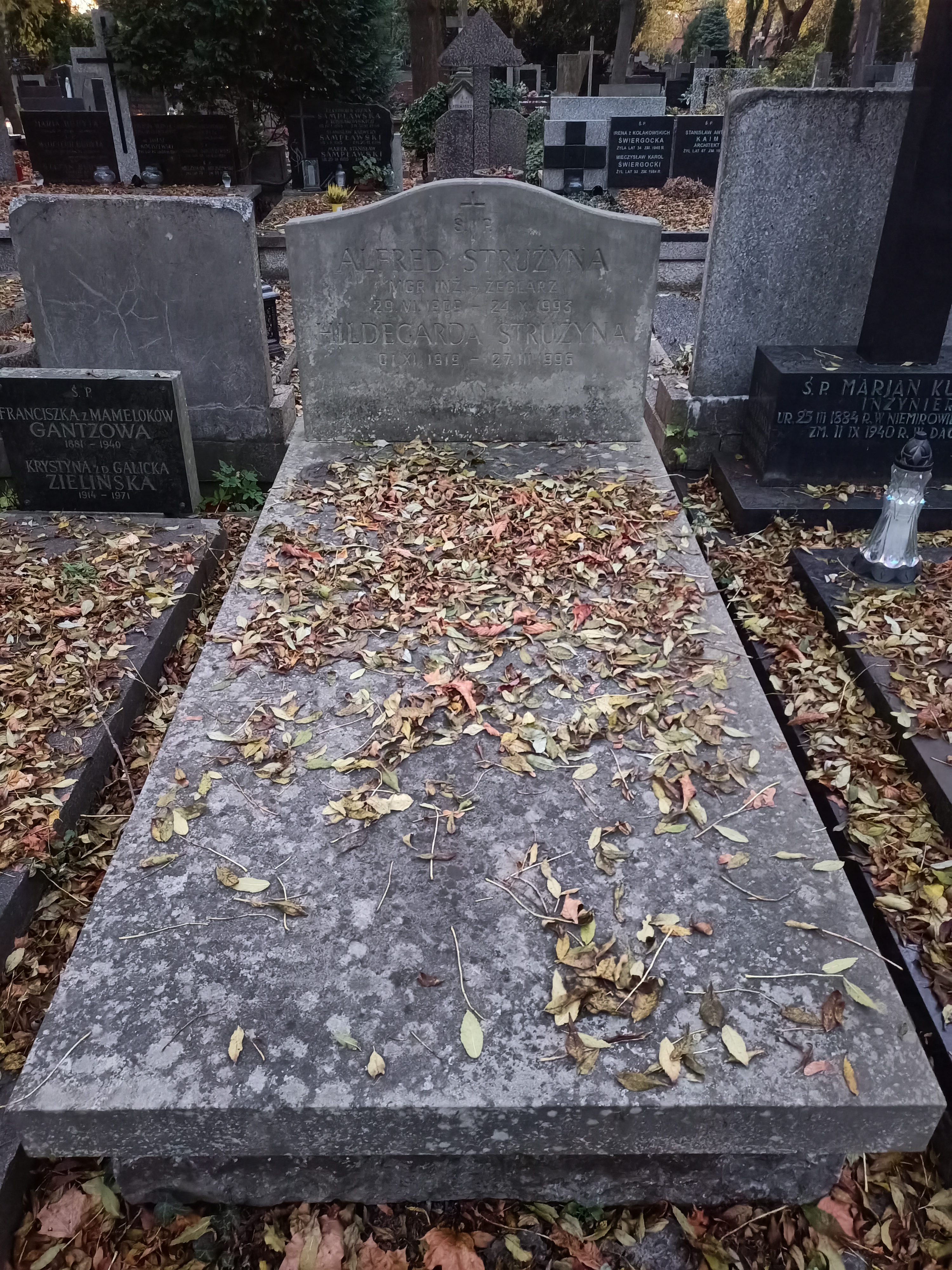
Grób Alfreda Strużyny na Cmentarzu Powązkowskim

Studiował na Politechnice Gdańskiej. Był współtwórcą Akademickiego Związku Morskiego, którego był w Gdańsku jednym z najczynniejszych prezesów. Szkolił też młodzież w jachtingu morskim (był kapitanem-instruktorem). W lipcu 1939 zajął czwarte miejsce w pełnomorskich regatach dookoła Gotlandii prowadząc jacht Panna Wodna (klasa krążownicza). Od 30 sierpnia do 9 października 1937 przeszedł kurs doskonalący dla podporuczników rezerwy w stopniu podporucznika.
Walczył w kampanii wrześniowej i dostał się wówczas do niemieckiej niewoli. W obozie jenieckim, spodziewając się rozszerzenia polskiego wybrzeża morskiego, szkolił przyszłych adeptów jachtingu. Po zakończeniu II wojny światowej został kapitanem naczelnym Akademickiego Związku Morskiego w Warszawie. Był jednocześnie trenerem, mierniczym jachtów oraz państwowym sędzią regatowym. W okresie stalinowskim został odsunięty od wszelkich stanowisk (później został zrehabilitowany). Działał jako rzeczoznawca w handlu zagranicznym. Od 1980 był członkiem Koła Seniorów Polskiego Związku Żeglarskiego. Pochowano go na Starych Powązkach w Warszawie (kwatera 135, rząd 1, miejsce 12).